# Грибанова, Антонина Сергеевна
Антонина Сергеевна Грибанова (9 февраля 1932 — 5 марта 1999) — передовик советской лёгкой промышленности, Швея-мотористка Горьковского производственного объединения «Маяк» по изготовлению женской и детской одежды Министерства лёгкой промышленности РСФСР Горьковская области, Герой Социалистического Труда (1971).

## Биография
Родилась в 1932 году в городе Нижний Новгород.
В 1947 году, после окончания семилетней школы, трудоустроилась на швейную фабрику № 1. Стала работать швеёй-мотористкой по пошиву детской и женской одежды.
В 1964 году присвоен наивысший 5-й разряд, а в 1968 году удостоена звания «Мастер — золотые руки».
Указом Президиума Верховного Совета СССР от 5 апреля 1971 года «за выдающиеся успехи в досрочном выполнении заданий пятилетнего плана и большой творческий вклад в развитие производства тканей, трикотажа, обуви, швейных изделий и другой продукции легкой промышленности» удостоена звания Героя Социалистического Труда с вручением ордена Ленина и золотой медали «Серп и Молот».
В 1974 году она стала — «Лучшим работником своей профессии», а в 1978 — «Лучшим наставником». После 29 лет работы на производстве, она перешла в училище № 8 преподавать швейное мастерство.
Была депутатом Горьковского городского Совета депутатов.
В 1995 году вышла на заслуженный отдых.
Проживала в родном городе. Умерла 5 марта 1999 года. Похоронена на Афонинском кладбище.

## Награды
За трудовые успехи была удостоена:
- золотая звезда «Серп и Молот» (05.04.1971)
- Два ордена Ленина (09.06.1966, 05.04.1971)
- другие медали.